# Gort
Gort es el robot de ciencia ficción de la película The Day the Earth Stood Still interpretado por el actor de más de 2 metros y 31 centímetros Lock Martin. En parte es famoso por la frase "¡Gort! ¡Klaatu barada nikto!" de dicha película, una de las curiosidades favoritas de los cinéfilos. Posteriormente se ha utilizado esta frase en muchas películas, juegos y otras obras de la cultura popular, especialmente en Mozilla Firefox poniendo en la barra about:robots. El traje de Gort fue diseñado y creado por Perkins Bailey.
Gort está ligeramente basado en Gnut, el robot protagonista de "Farewell to the Master" de Harry Bates, narración original en la que está basada la película.
En la pantalla, Gort es un robot enorme sin juntas que parece estar construido de una sola pieza de "metal flexible". Para conseguir ese efecto se utilizaron dos trajes: uno con una cremallera detrás y otro con una cremallera delante. Según los requisitos de la toma, Martin se cambiaba los trajes para que no se notara.
En la historia original, al final se hace evidente que el amo es Gort y no Klaatu. En la película, la relación entre el robot y el humanoide no está tan definida, aunque en cierto momento Klaatu le describe como miembro de una fuerza policial interestelar “para patrullar por los planetas… y salvaguardar la paz". También afirma que "No hay límites en lo que Gort podría hacer. Podría destruir la Tierra".
Hay una réplica de Gort de tamaño natural expuesta en el Science Fiction Museum and Hall of Fame de Seattle.

## Gort de la versión del 2008
Las diferencias del Gort original con el adaptado en el 2008 son muy grandes, aunque algunos detalles del robot se conservan. En la nueva versión es un robot colosal, su perfil es mucho más estilizado y el color de su superficie es de un verde oscuro tráslucido. El ojo de láser es muy similar al original. Además, el traje del robot se le ve perfectamente hermético y la contextura es fornida.
En esta interpretación, GORT está compuesto de un enjambre enorme de "nanomáquinas" o "nano bichos", dispositivos minúsculos parecidos a un insecto que se autoreproducen por el consumo de materia, energía y son capaces de desintegrar cualquier sustancia que ellos tocan. Cuando la necesidad surge, GORT puede transformarse de una forma sólida humanoide a una enorme nube, que entonces invade objetivos y los devora. Además de este modo de ataque, GORT todavía posee su láser ocular para destruir obstáculos, y también puede producir un zumbido estridente. GORT es destruido por Klaatu al final de la película para salvar a la humanidad con un Pulso Electro Magnético [PEM] global que también deshabilita la tecnología eléctrica de toda la humanidad. 
A diferencia de la versión 1951, el robot más reciente "GORT" tiene 5 dedos en cada mano, en vez de las manos con mitones de la versión anterior. Sus pies, sin embargo, no tienen ningún dedo. Sus rasgos anteriores tales como puños, el cinturón, la visera, y botas, no aparecen en la versión 2008.